# هاري بنهام
هاري بنهام (بالإنجليزية: Harry Benham)‏ (26 فبراير 1884 - 17 يوليو 1969) ممثل أمريكي في الأفلام السينمائية الصامتة .

## روابط خارجية
- هاري بنهام على موقع IMDb (الإنجليزية)
- هاري بنهام على موقع أول موفي (الإنجليزية)
- هاري بنهام على موقع قاعدة بيانات برودواي على الإنترنت (الإنجليزية)
- هاري بنهام على موقع قاعدة بيانات الأفلام السويدية (السويدية)
- هاري بنهام على موقع قاعدة بيانات الفيلم (الإنجليزية)
- هاري بنهام على موقع كينوبويسك (الروسية)